# Abspannung
Eine Abspannung dient dazu, einem Konstrukt, welches an seiner Basis gut und fest verankert ist, seine in die Höhe ragenden Bauteile gegen horizontale Kräfte abzusichern mit dem Ziel, eine Bewegung in der Horizontalen zu verhindern (oder zumindest zu minimieren). Das gleiche Ziel ist auch mit einer Abstrebung zu erreichen.
Der Unterschied ist dabei folgender:
- Eine Abspannung (siehe auch Sendemast, das zweite Foto) minimiert die Masse des verwendeten Baumaterials, kann aber nur Zugkräfte aufnehmen.
- eine Abstrebung kann Zugkräfte und Druckkräfte aufnehmen. Sie benötigt dafür wesentlich mehr Material als eine Abspannung.

Beispiel:
- Eine Abspannung benötigt ein Seil und ein Spannschloss.
- Eine Abstrebung benötigt mindestens ein (Winkel-)Profil oder ein Rohr.